# Pseudopimelodidae
Pseudopimelodidae – rodzina ryb sumokształtnych (Siluriformes). Obejmuje ok. 40 gatunków, wcześniej zaliczanych do mandiowatych (Pimelodidae). Niektóre gatunki są popularnymi rybami akwariowymi, cenionymi ze względu na ubarwienie ciała ciemnobrązowymi plamami.

## Zasięg występowania
Ameryka Południowa.

## Cechy charakterystyczne
Szeroki otwór gębowy, małe oczy, krótkie wąsiki.

## Klasyfikacja
Rodzaje zaliczane do tej rodziny:
- Batrochoglanis
- Cephalosilurus
- Cruciglanis
- Lophiosilurus
- Microglanis
- Pseudopimelodus
- Rhyacoglanis

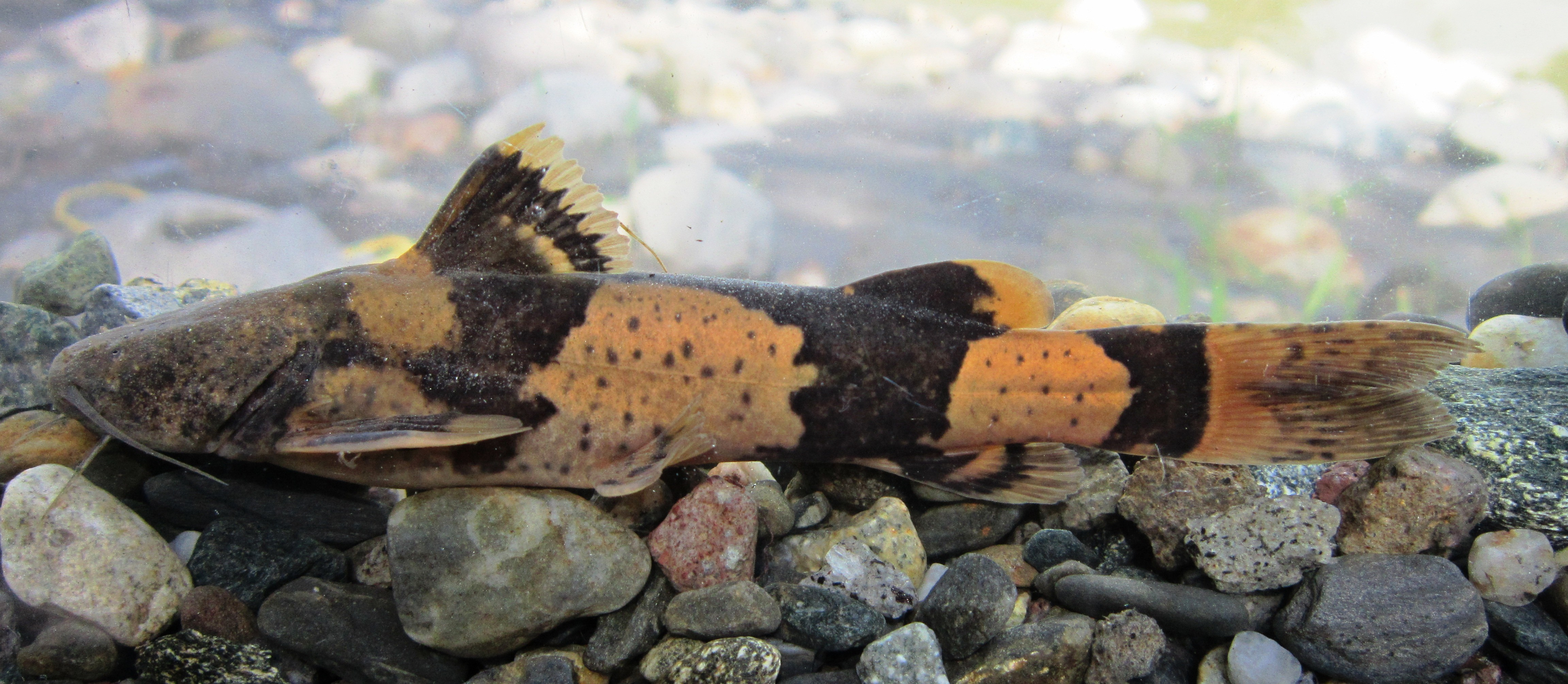
Pseudopimeludus buffonius

Rodzajem typowym jest Pseudopimelodus.